# Divalá
Divalá è un comune (corregimiento) della Repubblica di Panama situato nel distretto di Alanje, provincia di Chiriquí. Si estende su una superficie di 72 km² e conta una popolazione di 3.457 abitanti (censimento 2010).